# Palazzo Litta Cusini Modignani
Il palazzo Litta Cusini Modignani è un antico palazzo nobiliare di Milano, sito in corso Europa al civico 16.

## Storia
Le origini del palazzo risalgono agli anni ottanta del XV secolo, quando Alberto Litta acquistò due edifici in contrada Passarella, unendoli in un unico palazzo. Nel XVII secolo il suo discendente Camillo Litta fece eseguire profondi lavori di rimaneggiamento.
Alla metà del Settecento, dopo l'incorporazione di ulteriori tre edifici, Alessandro Litta fece eseguire altri lavori, fra cui la costruzione della facciata, in uno stile barocco molto sobrio che già volgeva verso il neoclassicismo. Pochi anni dopo fu Eugenio Litta a continuare i lavori, facendo costruire il maestoso scalone a tenaglia.
Nell'Ottocento la proprietà si estese fino alla parallela via Durini; successivamente il palazzo passò ai Cusini e quindi ai Modignani.
Dal 1984 è proprietà di Centrobanca; oggi non prospetta più nella stretta via Passarella, ma sull'ampio corso Europa, che ne ha preso il posto, ed è attorniato da edifici moderni adibiti a uffici.
Ad oggi il palazzo è adibito a sede della boutique di investment banking Kitra Advisory Spa, della società di gestione del risparmio Atlas SGR,e della banca IBL Banca.

## Caratteristiche

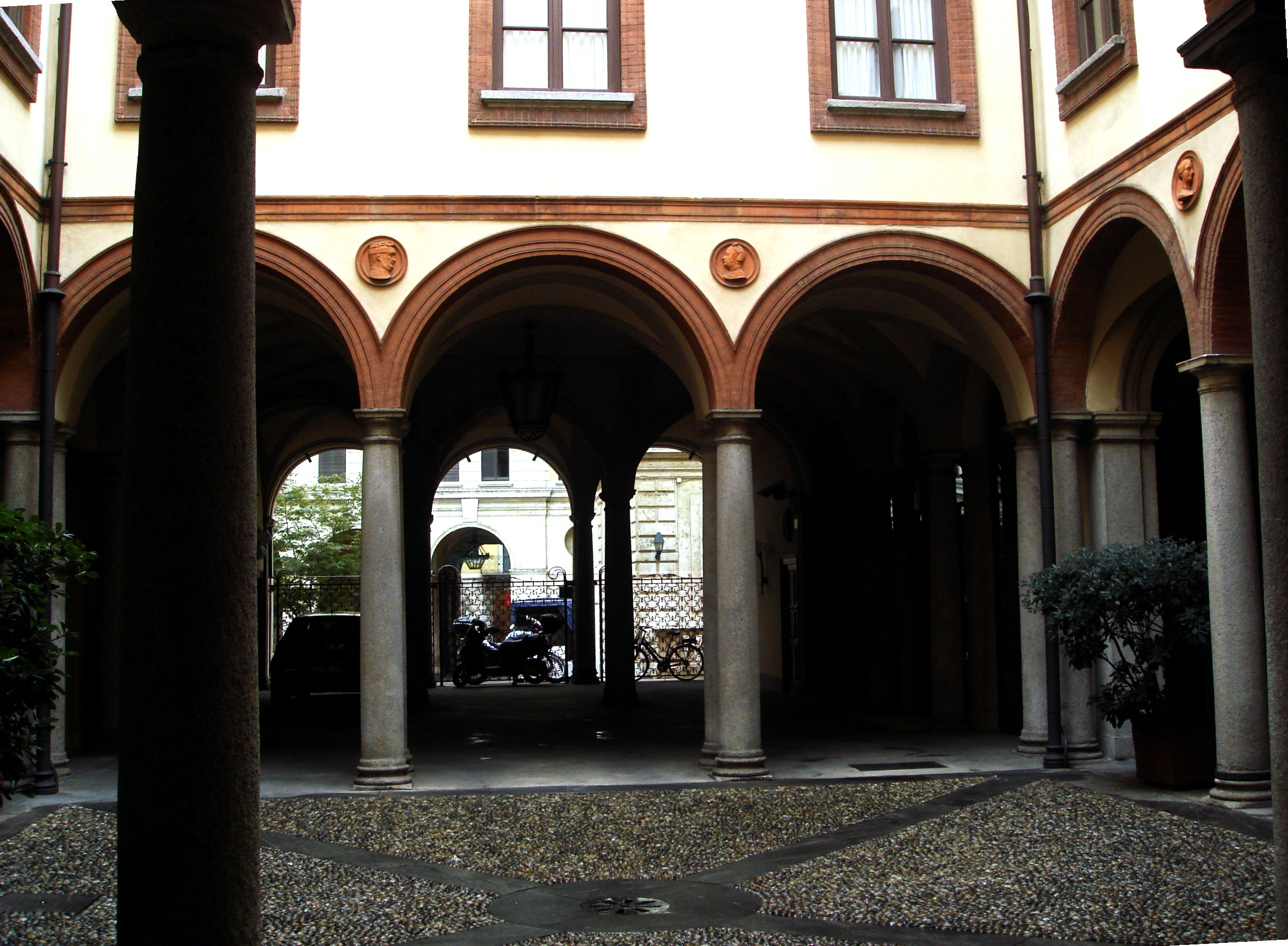
Il cortile interno

L'edificio prospetta sul corso Europa con una sobria facciata barocca, dalle linee marcatamente orizzontali, al centro della quale si apre un portale strombato ad arco ribassato.
Al centro del palazzo è sito il cortile, cinquecentesco, porticato con colonne tuscaniche; un criptoportico conduceva a un secondo cortile, ora annesso al novecentesco palazzo Cusini prospettante sulla parallela via Durini.
All'interno è degno di nota lo scalone a tenaglia, ispirato a quello ben più grande posto nell'altra dimora di famiglia, il palazzo Litta in corso Magenta. Gli ambienti, fra cui vi sono una galleria e una cappella, conservano affreschi e stucchi di Giocondo Albertolli, Andrea Appiani e Giuseppe Crivelli.